# Aimchess US Rapid
Aimchess US Rapid là giải đấu thứ 6 và là giải Chính thứ 3 của tour giải cờ nhanh trị giá hơn 1,6 triệu đô la Meltwater Champions Chess Tour 2021. Tổng số tiền thưởng của giải đấu là 100.000 $.

## Thể thức
Giống như các giải đấu khác trong chuỗi giải đấu này, Aimchess US Rapid chơi theo thể thức cờ nhanh, mỗi ván đấu 15 phút + 10 giây tích lũy. Mỗi giải gồm 16 kỳ thủ (riêng giải Airthings Masters gồm 12 kỳ thủ), thi đấu vòng bảng vòng tròn một lượt chọn ra 8 kỳ thủ đánh loại trực tiếp.
Ở vòng loại trực tiếp, việc phân cặp theo thứ tự vòng bảng: 1-8 và 4-5 chung nhánh bán kết, 2-7 và 3-6 nhánh còn lại. Mỗi trận đấu gồm 2 trận đấu nhỏ, mỗi trận đấu nhỏ có 4 ván cờ nhanh. Ở trận đấu nhỏ, nếu ai đạt được từ 2½ điểm trở lên được tính là thắng, nếu hòa 2–2 tính là hòa. Kết quả trận đấu là kết quả 2 trận đấu nhỏ. Nếu hai trận đấu nhỏ có kết quả hòa (hòa cả hai trận hoặc mỗi người thắng một trận) thì sẽ có hai ván cờ chớp 5 phút + 3 giây để phân định thắng thua. Nếu sau hai ván cờ chớp vẫn hòa sẽ có một ván Armageddon: bên trắng có 5 phút, bên đen 4 phút nhưng hòa thì đen thắng. Người có thứ hạng cao hơn ở vòng bảng sẽ được chọn màu quân ở ván đấu này.
Các giải đấu đều thi đấu trên nền tảng Chess24.com, là một trong những trang web hàng đầu về cờ vua mà công ty của vua cờ Magnus Carlsen đã sở hữu trước đó.

## Lịch thi đấu
| Vòng (giai đoạn)                | Thời gian                     |
| ------------------------------- | ----------------------------- |
| Cả giải đấu                     | 28 tháng 8 – 5 tháng 9, 2021  |
| Vòng bảng                       | 28, 29 và 30 tháng 8, 2021    |
| Vòng tứ kết                     | 31 tháng 8 và 1 tháng 9, 2021 |
| Vòng bán kết                    | 2 và 3 tháng 9, 2021          |
| Chung kết và Trận tranh hạng ba | 4 và 5 tháng 9, 2021          |

## Vòng bảng
Aimchess US Rapid là giải thường cuối cùng, cũng là giải cuối của tour trước giải Tour Finals. Giải mang tên nhà tài trợ Aimchess là một trang web phân tích cờ vua thuộc tập đoàn PlayMagnus. Giải có tên US Rapid vì có đến bốn kỳ thủ Mỹ (So, Dominguez, Naroditsky và Liang), một kỳ thủ đang sống ở Mỹ (Quang Liêm), một kỳ thủ có quốc tịch Mỹ (Hansen) và một sắp chuyển liên đoàn sang Mỹ (Aronian), tức gần nửa số kỳ thủ liên quan đến Mỹ. Artemiev lần đầu tiên nhất bảng vòng loại với thành tích bất bại. Người còn lại bất bại là Giri nhưng không lọt vào top 8 vì kém hệ số phụ (thắng ít hơn). Vidit lần thứ năm không lọt vào top 8 và xếp cuối bảng xếp hạng tour đấu vì có số lần dự giải nhiều nhất trong số các kỳ thủ không có điểm tour.
| TT | Kỳ thủ                 | Elo  | Thắng | Hòa | Thua | Điểm | Đối đầu | Ván thắng |
| -- | ---------------------- | ---- | ----- | --- | ---- | ---- | ------- | --------- |
| 1  | Vladislav Artemiev     | 2757 | 6     | 9   | 0    | 10½  |         |           |
| 2  | Magnus Carlsen         | 2881 | 6     | 8   | 1    | 10   |         |           |
| 3  | Levon Aronian          | 2761 | 6     | 7   | 2    | 9½   | ½       | 6         |
| 4  | Alireza Firouzja       | 2696 | 5     | 9   | 1    | 9½   | ½       | 5         |
| 5  | Wesley So              | 2774 | 6     | 6   | 3    | 9    | 1½      |           |
| 6  | Shakhriyar Mamedyarov  | 2756 | 4     | 10  | 1    | 9    | 1       |           |
| 7  | Jan-Krzysztof Duda     | 2775 | 5     | 8   | 3    | 9    | ½       |           |
| 8  | Leinier Dominguez      | 2786 | 6     | 4   | 5    | 8    | ½       | 6         |
| 9  | Anish Giri             | 2744 | 1     | 14  | 0    | 8    | ½       | 1         |
| 10 | Maxime Vachier-Lagrave | 2817 | 5     | 5   | 5    | 7½   | ½       | 5         |
| 11 | Vidit Gujrathi         | 2636 | 3     | 9   | 3    | 7½   | ½       | 3         |
| 12 | Daniel Naroditsky      | 2639 | 3     | 6   | 5    | 6    | 1       |           |
| 13 | Lê Quang Liêm          | 2744 | 4     | 4   | 7    | 6    | 0       |           |
| 14 | Jorden van Foreest     | 2563 | 3     | 3   | 9    | 4½   |         |           |
| 15 | Eric Hansen            | 2579 | 1     | 5   | 9    | 3½   |         |           |
| 16 | Awonder Liang          | 2397 | 1     | 3   | 11   | 2½   |         |           |

## Vòng loại trực tiếp
Với việc vượt qua tứ kết, Artemiev đủ điểm lọt vào top 8 và giành quyền tham dự Tour Finals. Firouzja vì lý do sức khỏe bỏ cuộc trận tranh hạng ba.
|  | Tứ kết | Tứ kết                | Tứ kết | Tứ kết           | Tứ kết |    |                    | Bán kết            | Bán kết       | Bán kết | Bán kết | Bán kết |                       |                       | Chung kết             | Chung kết             | Chung kết             | Chung kết | Chung kết |  |
|  |        |                       |        |                  |        |    |                    |                    |               |         |         |         |                       |                       |                       |                       |                       |           |           |  |
|  | 1      | Vladislav Artemiev    | 2      | 3                |        |    |                    |                    |               |         |         |         |                       |                       |                       |                       |                       |           |           |  |
|  | 1      | Vladislav Artemiev    | 2      | 3                |        |    |                    |                    |               |         |         |         |                       |                       |                       |                       |                       |           |           |  |
|  | 8      | Leinier Dominguez     | 2      | 1                |        |    |                    |                    |               |         |         |         |                       |                       |                       |                       |                       |           |           |  |
|  | 8      | Leinier Dominguez     | 2      | 1                |        | 1  | Vladislav Artemiev | 2                  | 2             | 2       |         |         |                       |                       |                       |                       |                       |           |           |  |
|  |        |                       |        |                  |        | 1  | Vladislav Artemiev | 2                  | 2             | 2       |         |         |                       |                       |                       |                       |                       |           |           |  |
|  |        |                       | 4      | Alireza Firouzja | 2      | 2  | 1                  |                    |               |         |         |         |                       |                       |                       |                       |                       |           |           |  |
|  | 5      | Wesley So             | 4      | Alireza Firouzja | 2      | 2  | 1                  | ½                  | 2½            | ½       |         |         |                       |                       |                       |                       |                       |           |           |  |
|  | 5      | Wesley So             |        |                  |        |    |                    |                    |               | ½       |         |         |                       |                       |                       |                       |                       |           |           |  |
|  | 4      | Alireza Firouzja      | 2½     | 1½               | 1½     |    |                    |                    |               |         |         |         |                       |                       |                       |                       |                       |           |           |  |
|  | 4      | Alireza Firouzja      | 2½     | 1½               | 1½     |    | 1                  | Vladislav Artemiev | 1½            | ½       |         |         |                       |                       |                       |                       |                       |           |           |  |
|  |        |                       |        |                  |        |    |                    |                    |               |         |         |         |                       |                       |                       |                       |                       |           |           |  |
|  |        |                       | 2      | Magnus Carlsen   | 2½     | 2½ |                    |                    |               |         |         |         |                       |                       |                       |                       |                       |           |           |  |
|  | 3      | Levon Aronian         | 2      | Magnus Carlsen   | 2½     | 2½ | 3                  | 2                  |               |         |         |         |                       |                       |                       |                       |                       |           |           |  |
|  | 3      | Levon Aronian         |        |                  |        |    | 3                  | 2                  |               |         |         |         |                       |                       |                       |                       |                       |           |           |  |
|  | 6      | Shakhriyar Mamedyarov | 1      | 2                |        |    |                    |                    |               |         |         |         |                       |                       |                       |                       |                       |           |           |  |
|  | 6      | Shakhriyar Mamedyarov | 1      | 2                |        | 3  | Levon Aronian      | 2                  | 1             |         |         |         | Tranh huy chương đồng | Tranh huy chương đồng | Tranh huy chương đồng | Tranh huy chương đồng | Tranh huy chương đồng |           |           |  |
|  |        |                       |        |                  |        | 3  | Levon Aronian      | 2                  | 1             |         |         |         |                       |                       |                       |                       |                       |           |           |  |
|  |        |                       | 2      | Magnus Carlsen   | 2      | 3  |                    |                    |               |         |         |         |                       |                       |                       |                       |                       |           |           |  |
|  | 7      | Jan-Krzysztof Duda    | 2      | Magnus Carlsen   | 2      | 3  | ½                  | ½                  |               |         |         | 4       | Alireza Firouzja      | –                     |                       |                       |                       |           |           |  |
|  | 7      | Jan-Krzysztof Duda    |        |                  |        |    |                    |                    |               |         |         | 4       | Alireza Firouzja      | –                     |                       |                       |                       |           |           |  |
|  | 2      | Magnus Carlsen        | 2½     | 2½               |        |    |                    | 3                  | Levon Aronian | +       |         |         |                       |                       |                       |                       |                       |           |           |  |

## Kết quả chung cuộc
| Thứ hạng | Kỳ thủ             | Điểm | Tiền thưởng |
| -------- | ------------------ | ---- | ----------- |
| Vô địch  | Magnus Carlsen     | 48   | 30 000$     |
| Á quân   | Vladislav Artemiev | 35   | 15 000$     |
| Hạng ba  | Levon Aronian      | 21   | 8 500$      |
| Hạng tư  | Teimour Radjabov   | 15   | 6 000$      |